# Ford MA
Le concept car Ford MA Concept de 2002 était un exercice de design minimaliste dessiné par Jose Paris et défendu par le vice-président du design de Ford, J. Mays. Elle était exposée en tant qu'objet d'art dans les musées ainsi qu'en tant que concept car traditionnel dans les salons de l'auto. Elle a reçu le Prix International d'Excellence en Design argent de l'IDSA en 2003.
La MA affichait de nombreuses pratiques inhabituelles dans le monde de l'automobile. Elle avait la forme d'un roadster deux places surbaissé et sans toit, mais elle était propulsée par un moteur électrique. La conception était suffisamment flexible, cependant, pour accueillir un petit moteur à combustion interne.
Elle était conçue pour être facilement montée et démontée avec un minimum d'équipement. Il n'y avait pas de soudures pour la maintenir ensemble : au lieu de cela, ses quelque 500 morceaux de bambou, d'aluminium et de fibre de carbone étaient maintenus ensemble par 364 boulons en titane. Le poids total aurait été de 900 livres (410 kg).
Certains chroniqueurs automobiles ont présenté la Ford MA en tant que précurseur d'une kit car de petite série, un peu comme la Lotus Seven. D'autres l'ont appelé la IKEA-mobile.